# Gabi Hauser
Gabrielle Hauser detta Gabi (19 febbraio 1958) è un'ex sciatrice alpina austriaca.

## Biografia
Originaria di Zell am Ziller e sorella di Gitti e Thomas, a loro volta sciatori alpini, Gabi Hauser ai Campionati austriaci vinse la medaglia d'argento nello slalom gigante nel 1978; non prese parte a rassegne olimpiche né ottenne piazzamenti in Coppa del Mondo o ai Campionati mondiali.

## Palmarès

### Coppa Europa
- 6 podi:
  -  3 vittorie[senza fonte]

#### Coppa Europa - vittorie
| Data            | Località    | Paese          | Specialità |
| --------------- | ----------- | -------------- | ---------- |
| 12 gennaio 1974 | Oberstaufen | Germania Ovest | GS         |
| 1976            | Szczyrk     | Polonia        | DH         |
| 1974            | Saalbach    | Austria        | DH         |

Legenda:

DH = discesa libera

GS = slalom gigante

### Campionati austriaci
- 1 medaglia[1]:
  - 1 argento (slalom gigante nel 1978)